# Ryszard Cach
Ryszard Cach (ur. 25 października 1950 w Dzierżoniowie) – polski fizyk specjalizujący się w fizyce ciała stałego, fizyce dielektryków, fizyce ferroelastyków i fizyce ferroelektryków; nauczyciel akademicki związany z Uniwersytetem Wrocławskim.

## Życiorys

### Wykształcenie
W Dzierżoniowie spędził dzieciństwo i wczesną młodość, kończąc tu szkołę podstawową i średnią (I Liceum Ogólnokształcące). Po zdaniu egzaminu maturalnego rozpoczął studia na Uniwersytecie Wrocławskim, które ukończył z wyróżnieniem w 1973, uzyskując tytuł magistra fizyki. Z uczelnią tą związał swoją karierę zawodową, pracując kolejno na stanowiskach: asystenta stażysty (1973), asystenta (1974), starszego asystenta (1975), adiunkta (1981), a od 1999 na stanowisku profesora nadzwyczajnego. W 1981 uzyskał stopień doktora nauk fizycznych na podstawie rozprawy Nieliniowe własności siarczanu trójglicyny w pobliżu temperatury przemiany fazowej, wyróżnionej nagrodą Ministra Nauki i Szkolnictwa Wyższego i Techniki. Stopień doktora habilitowanego zdobył w 1993 na podstawie pracy pt.: Non-Linear Properties of Some Real Ferroelectric Crystals. W 2007 prezydent RP Lech Kaczyński nadał mu tytuł profesora zwyczajnego.

### Działalność organizacyjna na uczelni
W latach 1996–2002 pełnił funkcję zastępcy dyrektora ds. dydaktyki Instytutu Fizyki Doświadczalnej. W tym czasie był współautorem reformy programu studiów fizyki, polegającym na wprowadzeniu dwustopniowy system studiowania. Przygotowywał kierunek fizyka do pierwszej akredytacji przez Uniwersytecką oraz Państwową Komisję Akredytacyjną. Kierował także międzyuczelnianym zespołem przygotowującym program studiów dla specjalności fizyka medyczna.
W latach 2002–2005 pełnił funkcję prodziekana ds. dydaktycznych Wydziału Fizyki i Astronomii. Współpracował z uniwersyteckim Centrum Edukacji Nauczycielskiej jako współautor
programu i wykładowca na podyplomowych studiach dla nauczycieli przyrody. W latach 2005–2008 prorektor ds. dydaktyki, a od 2008 do 2012 prorektor ds. nauczania Uniwersytetu Wrocławskiego. W 2012 został wybrany ponownie prodziekanem Wydziału Fizyki i Astronomii UWr do spraw dydaktycznych.

### Życie prywatne
Jest żonaty. Jego żona Halina jest nauczycielką języka angielskiego. Mają razem troje dzieci: Agnieszkę, doktorantkę biotechnologii na UWr, Aleksandrę, studentkę iberystyki i polonistyki oraz syna Krzysztofa – studenta fizyki.

## Publikacje i odznaczenia
Obszar jego zainteresowań naukowych to fizyka kryształów, szczególnie zaś przemian fazowych w kryształach ferroelektrycznych i ferroelastycznych oraz towarzyszących im zjawisk krytycznych. Jest autorem i współautorem 47 publikacji, w tym w języku angielskim. Za swoją działalność dydaktyczną, naukową i organizacyjną został w 2000 Srebrnym Krzyżem Zasługi.